# Bron van Juturna

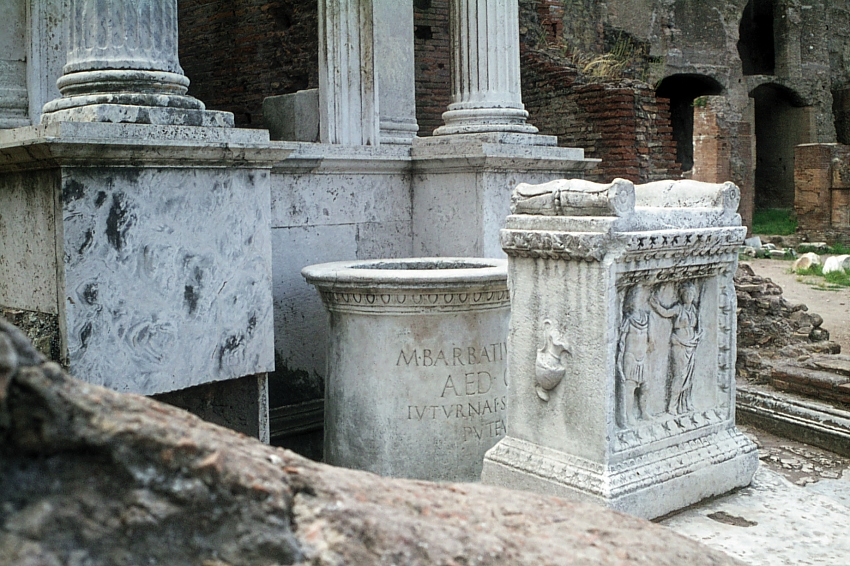
Bron van Juturna

De bron van Juturna (Lacus Iuturnae), een bron op het Forum Romanum, is heel nauw in verband gebracht met de Tempel van Castor en Pollux in het Forum Romanum. Het was de plaats waar Castor en Pollux waren gezien terwijl ze hun paarden lieten drinken na de strijd bij de Slag bij het Meer van Regillus in 496 voor Christus. De bron van Juturna is gevonden net achter de Tempel van Castor en Pollux, dicht bij de Tempel van Vesta en het Huis van de Vestaalse Maagden.
De fontein zelf ziet eruit als een bijna vierkant bassin, bedekt met een marmeren laag, met een vierkant platform in het midden waar de beelden van de dioscuren stonden. Stukken van deze en van de reliëfs van de bron van Juturna staan nu in het Antiquarium. Voor de fontein staat een ronde marmeren put en altaar.
Terwijl de bron oud is, lijkt het of de oudste delen van de huidige fontein komen uit het jaar 164 v.Chr., waar ze onder leiding van Lucius Aemilius Paullus gemaakt is. De standbeelden van de Dioskuren zijn waarschijnlijk ook gemaakt op het bevel van deze Aemilius Paullus. De stukken van de bron dragen een stuk dat beschadigd is door vuur, deze aantasting komt waarschijnlijk door het vuur dat in 14 voor Christus ook grotendeels het forum heeft verwoest.
Het uiterlijk van de bron op dit moment is waarschijnlijk zo geworden na de restauraties gemaakt in het jaar 117 v.Chr. Deze restauraties waren destijds uitgevoerd door Lucius Caecilius Metellus Dalmaticus. De fontein en de tempel werden waarschijnlijk gezien als een toevluchtsoord voor Castor en Pollux en daarom hebben ze deze twee samen teruggebracht bij elkaar.
De ronde marmeren bron voor het bassin is uit de tijd van Augustus, waarschijnlijk is deze ook gerestaureerd na de brand die in 14 voor Christus geweest was. Het kleine altaar voor de kleine marmeren bron is uit de tijd van Septimius Severus. Een kleine marmeren kolom met reliëfs van Castor en Pollux en hun ouders Jupiter en Leda en de nimf Juturna, uit de tijd van Trajanus is nu ook te zien in het Antiquarium.
Achter de fontein staat een kleine tempel of zoals deze tempel ook wel wordt genoemd aedicola, met aan de zijden twee kolommen ook gewijd aan Juturna. Voor de aedicola is een marmeren bassin met een inscriptie dat de aedilis curulis Marcus Barbatius Pollio noemt, die leefde in het eind van de 1e eeuw v.Chr. Een kopie van een altaar staat voor de aedicola. De originele tempel die stamt uit de tijd van Septimius Severus is ook in de Antiquarium.